# Lista de franquias de jogos eletrônicos
Esta é uma lista de franquias de jogos eletrônicos, organizada alfabeticamente. Todos os títulos incluem vários jogos, sem contar ports e relançamentos alterados.

## 0–9
- 1080° Snowboarding[1]
- 1942[2]
- 3D Ultra Minigolf[3]
- 3-D Ultra Pinball[4]
- 7th Dragon[5]

## A
- A Boy and His Blob[6]
- Ace Attorney[7]
- Ace Combat[carece de fontes?]
- ActRaiser[8]
- Adventure Island[9]
- Adventures of Lolo[10]
- Aero Fighters[11]
- Aero the Acro-Bat[12]
- After Burner[13]
- Age of Empires[14]
- Age of Wonders[carece de fontes?]
- Airforce Delta[15]
- Aleste[16]
- Alex Kidd[17]
- Alien Breed[18]
- Alien Syndrome[19]
- Alone in the Dark[20]
- Alpine Racer[21]
- Altered Beast[22]
- Alundra[23]
- American McGee's Alice[24]
- America's Army[25]
- Amnesia[26]
- Amped[27]
- Angry Birds[28]
- Animal Crossing[29]
- Anno[30]
- Anomaly[31]
- Another Century's Episode[32]
- Another Code[33]
- Ape Escape[34]
- Arc the Lad[35]
- Arkanoid[36]
- ARMA[37]
- Armored Core[38]
- Army Men[39]
- Army of Two[40]
- Art Academy[41]
- Ar Tonelico[42]
- Asheron's Call[43]
- Asphalt[44]
- Assassin's Creed[45]
- Assault Heroes[46]
- Asteroids[47]
- Atelier[48]
- ATV Offroad Fury[49]
- Avadon[50]

## B
- Babylonian Castle Saga[51]
- Backyard Sports[52]
- Baldur's Gate[53]
- Bangai-O[54]
- Banjo-Kazooie[55]
- Baraduke[56]
- Bard's Tale[57]
- Bases Loaded[58]
- Batman[59]
- Battle Arena Toshinden[60]
- Battlefield[61]
- Battle Isle[62]
- Battlestations[63]
- Battletoads[64]
- Battlezone[65]
- Bayonetta[66]
- Beatmania[67]
- Bejeweled[68]
- Big Brain Academy[69]
- Bionic Commando[70]
- BioShock[71]
- Bit.Trip[72]
- The Black Mirror[73]
- Black & White[74]
- Blaster Master[75]
- BlazBlue[76]
- Blazing Angels[77]
- Blinx[78]
- Blitz: The League[79]
- Blood[80]
- Blood Bowl[81]
- BloodRayne[82]
- Bloody Roar[83]
- Blue Dragon[84]
- Bobby Carrot[85]
- Boktai[86]
- Boku no Natsuyasumi[87]
- Bomberman[88]
- Bomb Jack[89]
- Bonk[90]
- Boom Blox[91]
- Border Break[92]
- Borderlands[93]
- Bosconian[94]
- Boulder Dash[28]
- BoxBoy![95]
- Brain Age[96]
- Bravely[97]
- Breakout[98]
- Breath of Fire[99]
- Broken Sword[carece de fontes?]
- Brothers in Arms[100]
- Bubble Bobble[101]
- Bubsy[102]
- Burgertime[103]
- Burnout[104]
- Bushido Blade[105]
- Bus Simulator[106]
- Buster Bros.[107]
- Bust a Groove[108]
- Buzz![109]

## C
- Cabela's[110]
- Call of Duty[111]
- Call of Juarez[112]
- Candy Crush Saga[113]
- Cannon Fodder[114]
- Capcom Vs. SNK[115]
- Carmageddon[116]
- Carmen Sandiego[117]
- Carnival Games[118]
- Castle Shikigami[119]
- Castlevania[120]
- Centipede[121]
- Championship Manager[122]
- Chaos Rings[123]
- Chase H.Q.[124]
- Chessmaster[125]
- Chibi-Robo![126]
- Choplifter[127]
- Chrono[128][129]
- City Connection[130]
- Civilization[131]
- ClayFighter[132]
- Clock Tower[133]
- Clockwork Knight[134]
- Clubhouse Games[135]
- Colin McRae Rally[136]
- Colony Wars[137]
- Columns[138]
- Combat Mission[139]
- Command & Conquer[140]
- Commandos[141]
- Company of Heroes[142]
- Condemned[143]
- The Conduit[carece de fontes?]
- Conker[144]
- Contra[145]
- Cooking Mama[146]
- Cool Boarders[147]
- Corpse Party[148]
- Cotton[149]
- Counter-Strike[150]
- Crackdown[151]
- Crash Bandicoot[152]
- Crazy Castle[153]
- Crazy Taxi[22]
- Creatures[154]
- Crimson Skies[155]
- Croc[156]
- Cruis'n[157]
- Crusader Kings[158]
- Crush Pinball[159]
- Crysis[160]
- Custom Robo[161]
- Cut the Rope[162]
- Cyber Sled[163]

## D
- D[164]
- Dance Central[165]
- Dance Dance Revolution[166]
- Danganronpa[167]
- Darius[168]
- Dark Cloud[137]
- Dark Seed[169]
- Darksiders
- Darkstalkers[170]
- Daytona USA[171]
- DC Comics[172]
- de Blob[173]
- Dead Island[174]
- Dead or Alive[175]
- Dead Rising[176]
- Dead Space[177]
- Dead to Rights[178]
- Deathsmiles[179]
- Deer Hunter[180]
- Def Jam[181]
- Defender[182]
- Densha de Go![183][184]
- Descent[185]
- Desperados[186]
- Destroy All Humans![187]
- Deus Ex[188]
- Devil Children[189]
- Devil May Cry[7]
- Diablo[7]
- Dies irae[190]
- Dig Dug[191]
- Dino Crisis[99]
- Disaster Report[192]
- Disgaea[193]
- Dishonored[145]
- Dizzy[194]
- Donkey Kong[140]
- DonPachi[195]
- Doom[196]
- Dota[197]
- Double Dragon[198]
- Dragon Age[28]
- Dragon Ball[199][200]
- Dragon Buster[201]
- Dragon Quest[202]
- Dragon Slayer[203]
- Dragon Spirit[204]
- Dragon's Lair[205]
- Drakengard[206]
- Drawn to Life[207]
- Dream Chronicles[208]
- Driver[100]
- Duke Nukem[209]
- Dungeon Explorer[210]
- Dungeon Siege[211]
- Dying Light[212]
- Dynasty Warriors[213]

## E
- Earth Defense Force[214]
- Earthworm Jim[215]
- Ecco the Dolphin[216]
- El Dorado Gate[217]
- The Elder Scrolls[218]
- Elevator Action[219]
- Empire Earth[220]
- Eternal Champions[221]
- Etrian Odyssey[193]
- Europa Universalis[222]
- EverQuest[223]
- Everybody's Golf[145]
- eXceed[224]
- Excite[225]
- Exerion[226]
- Exit[227]
- EyeToy[carece de fontes?]

## F
- F1 Circus[228]
- F-Zero[64]
- Fable[229]
- Fallout[230]
- Famicom Grand Prix[231]
- Famicom Tantei Club[232]
- Family Stadium[233]
- Fantasy Zone[13]
- Far Cry[145]
- Far East of Eden[234]
- Fatal Frame[235]
- Fatal Fury[236]
- Fat Princess[137]
- F.E.A.R.[237]
- FIFA[238]
- Fighting Vipers[239]
- Final Fantasy[240][120]
- Final Lap[241]
- Fire Emblem[145]
- Five Nights at Freddy's[242]
- Flowers[243]
- Football Manager[244]
- Fortune Street[245]
- Forza[7]
- Fossil Fighters[246]
- Frequency[247]
- Frogger[248]
- Front Mission[249]

## G
- G-Police[250]
- Gabriel Knight [251]
- Gal*Gun[252]
- Galaxian[253]
- Galaxy Force[254]
- Game Tengoku[255]
- Ganbare Goemon[256]
- Gauntlet[257]
- Gears of War[150]
- Gekisha Boy[258]
- Geneforge[259]
- Genpei Tōma Den[260]
- Geometry Wars[261]
- The Getaway[137]
- Gex[262]
- Ghosts 'n Goblins[263]
- Giana Sisters[264]
- Giga Wing[265]
- Glory of Heracles[266]
- God Eater[267]
- God of War[268]
- Golden Axe[22]
- Golden Sun[269]
- Golly! Ghost![270]
- Gothic[271]
- Gradius[272]
- Gran Turismo[273]
- Grand Theft Auto[274]
- Grandia[275]
- Groove Coaster[276]
- Ground Control[277]
- Growlanser[278]
- Guild[279]
- Guild Wars[280]
- Guilty Gear[281]
- Guitar Hero[150]
- Gunbird[282]
- Gundam[283]
- Gunpey[284]
- Gunslinger Stratos[285]
- Gunstar Heroes[286]
- Gunvolt[287]

## H
- .hack[288]
- Half-Life[140]
- Halo[289]
- Hammerin' Harry[290]
- Hang-On[291]
- Hard Drivin'[292]
- Harry Potter[293]
- Harvest Moon[294]
- Hatsune Miku: Project DIVA[295]
- Hat Trick Hero[296]
- Hearts of Iron[297]
- Hebereke[298]
- Heiankyo Alien[299]
- Herzog[300]
- Hexic[301]
- Hitman[28]
- Homeworld[302]
- The House of the Dead[303]
- Hyperdimension Neptunia[304]
- Hydlide[305]
- Hydro Thunder[306]

## I
- Icewind Dale[307]
- Idolmaster[308]
- Ikari Warriors[309]
- Illusion[310]
- Image Fight[311]
- Imagine[100]
- Inazuma Eleven[312]
- Infamous[313]
- Infinity[314]
- Infinity Blade[315]
- International Superstar Soccer[316]
- Iron Soldier[317]

## J
- Jak and Daxter[318]
- Jake Hunter[319]
- James Bond[320]
- Jazz Jackrabbit[321]
- J.B. Harold[322]
- Jetpac[323]
- Jet Moto[137]
- Jet Set Radio[324]
- Joe & Mac[325]
- Joe Danger[326]
- The Journeyman Project[327]
- Jumping Flash![328]
- Just Cause[329]
- Just Dance[330]

## K
- Kane & Lynch[331]
- Katamari[332]
- Keyboardmania[333]
- Kid Icarus[334]
- Kid Niki[335]
- KiKi KaiKai[336]
- Killer Instinct[337]
- Killzone[150]
- Kinect Sports[338]
- Kingdom Hearts[339]
- The King of Fighters[340]
- King's Quest[341]
- Kirby[342]
- Klonoa[343]
- Kotoba no Puzzle[344]
- Kunio-kun[345]
- Kururin[346]
- Kyle Hyde[347]

## L
- Lands of Lore[348]
- The Last Blade[349]
- The Last Ninja[350]
- The Last of Us[351]
- Left 4 Dead[150]
- Legacy of Kain[352]
- Legend of Legaia[137]
- Legendary Starfy[carece de fontes?]
- Legend of Heroes[353]
- Legend of Kage[354]
- Legend of Zelda[120]
- Lego[355]
- Leisure Suit Larry[356]
- Lemmings[357][358]
- Lethal Enforcers[359]
- Life Is Strange[360]
- Lineage[361]
- Lips[362]
- LittleBigPlanet[150]
- Lode Runner[363]
- Lord of the Rings[364]
- Lost Kingdoms[365]
- Lost Planet[99]
- Lost Vikings[366]
- Lotus[367]
- LovePlus[368]
- Lucky's Tale[369]
- Lufia[370]
- Luigi[371]
- Lumines[372]
- Lunar[193]

## M
- Madden NFL[373]
- Mafia[374]
- Magical Drop[375]
- Mana[376]
- Manhunt[377]
- Maniac Mansion[378]
- Mappy[379]
- Mario[120]
  - Dr. Mario[380]
  - Mario Kart[381]
  - Mario Party[382]
  - Mario sports[383]
  - Mario RPG[193]
  - Mario vs. Donkey Kong[384]
  - Super Mario[385]
- Marvel[386]
- Marvel vs. Capcom[387]
- Mass Effect[388]
- Math Blaster[389]
- Max Payne[390]
- MDK[391]
- MechAssault[392]
- MechWarrior[393]
- Medal of Honor[28]
- MediEvil[394]
- Mega Man[129]
- Megami Tensei[203]
- Mercenaries[74]
- Metal Gear[120]
- Metal Max[395]
- Metal Slug[396]
- Metro[397]
- Metroid[131]
- Microsoft Combat Flight Simulator[398]
- Microsoft Flight Simulator[399]
- Midnight Club[74]
- Midtown Madness[400]
- Might and Magic[401]
- Milon's Secret Castle[402]
- Minecraft[403]
- Mirror's Edge[404]
- MLB 2K[405]
- MLB: The Show[406]
- Momoko 120%[407]
- Momotaro Densetsu[408]
- Momotaro Dentetsu[409]
- Monaco GP[410]
- Monkey Island[411]
- Monster Hunter[7]
- Monster Rancher[412]
- Monster Truck Madness[413]
- Mortal Kombat[414]
- Mother[203]
- Motocross Madness[415]
- MotoGP[416]
- Moto Racer[417]
- MotorStorm[418]
- Mr. Do![419]
- Mr. Driller[420]
- MX vs. ATV[421]
- Myst[422]
- Mystery Dungeon[423]
- Myth[424]

## N
- N[425]
- Namco Anthology[426]
- Namco Museum[427]
- Nancy Drew[428]
- Naruto: Ultimate Ninja[429]
- NASCAR[430]
- NBA 2K[431]
- NBA Live[432]
- NBA Jam[433]
- Nectaris / Military Madness[434]
- Need for Speed[435]
- Nekopara[436]
- Neutopia[437]
- Neverwinter Nights[438]
- NFL 2K[carece de fontes?]
- NHL (EA Sports) [439]
- NHL 2K[440]
- Nidhogg[441]
- Ni no Kuni[442]
- Nights[13]
- Ninja Gaiden[443]
- Ninja JaJaMaru-kun[444]
- Nintendogs[445]
- Nobunaga's Ambition[446]
- No More Heroes[447]
- Numan Athletics[448]

## O
- Oddworld[449]
- Ogre[193]
- Ōkami[450]
- One Piece[451]
- Onimusha[452]
- Operation Wolf[453]
- The Oregon Trail[454]
- Osu! Tatakae! Ouendan[455]
- Otomedius[456]
- Outlast[457]
- Out Run[13]

## P
- Pac-Man[458]
- Panzer Dragoon[459]
- PaRappa the Rapper[460]
- Parasite Eve[128]
- Parkan[461]
- Parodius[462]
- Patapon[463]
- Payday[464]
- Peggle[465]
- Pengo[466]
- Penumbra[467]
- Perfect Dark[468]
- Persona[469]
- Petz[100]
- PGA Tour[470]
- Phantasy Star[193]
- Pikmin[471]
- Pilotwings[472]
- Pinball FX[473]
- Pirate Ship Higemaru[474]
- Pitfall![475]
- PixelJunk[476]
- Plants vs. Zombies[477]
- Point Blank[478]
- Pokémon[129]
- Pole Position[479]
- Pong[480]
- Populous[481]
- Portal[482]
- Postal[483]
- Power Pros[484]
- Power Stone[485]
- Prince of Persia[100]
- Princess Maker[486]
- Pro Evolution Soccer[487]
- Professor Layton[488]
- Project Gotham Racing[489]
- Project X Zone[490]
- Prototype[491]
- Punch-Out!![455]
- Pushmo[492]
- Putt-Putt[493]
- Puyo Puyo[494]
- Puzzle Bobble[495]
- Puzzle & Dragons[496]
- Puzzle League[497]

## Q
- Q*bert[498]
- Qix[499]
- Quake[7]
- Quest for Glory[500]

## R
- R-Type[501]
- Raiden[502]
- Railroad Tycoon[503]
- Rakugaki Ōkoku[504]
- Rampage[505]
- Rally-X[506]
- Rastan[507]
- Ratchet & Clank[150]
- RayForce[508]
- Rayman[100]
  - Raving Rabbids[509]
- R.C. Pro-Am[510]
- Red Dead[511]
- Red Faction[512]
- Red Steel[100]
- Resident Evil[131]
- Resistance[513]
- Retro Game Challenge[514]
- Rhythm Heaven[515]
- Ridge Racer[516]
- Risen[517]
- Road Fighter[518]
- Road Rash[519]
- Robopon[520]
- Robot[521]
- Robotron 2084[522]
- Rock Band[150]
- Rod Land[523]
- RollerCoaster Tycoon[524]
- Rolling Thunder[525]
- Romance of the Three Kingdoms[526][527]
- RPG Maker[528]
- Rumble Roses[529]
- Rune Factory[530]
- RuneScape[carece de fontes?]
- Rush'n Attack[531]
- Rygar[532]

## S
- Sabreman[533]
- SaGa[193]
- Saints Row[150]
- Sakura Wars[534]
- Salamander[535]
- Sam & Max[536]
- Samurai Shodown[537]
- Samurai Warriors[538]
- Scene It?[539]
- Schoolgirl Strikers[540]
- Science Adventure[541]
- Scramble[carece de fontes?]
- Scribblenauts[542]
- Seaman[543]
- Sega Ages[544]
- Sega Bass Fishing[545]
- Sega Rally[546]
- Sengoku Basara[547]
- Serious Sam[548]
- The Settlers[100]
- Shadowgate[549]
- Shadow of the Beast[550]
- Shantae[551]
- Shenmue[552]
- Shining[193]
- Shinobi[22]
- Shōnen Jump[553]
- Shoot Away[554]
- Silent Hill[555]
- Silent Scope[556]
- Silpheed[557]
- SimCity[558]
- Simple[559]
- The Sims[131]
- Sin and Punishment[560]
- SingStar[561]
- Skate[150]
- Skylanders[562]
- Sly Cooper[563]
- Snake Rattle 'n' Roll[564]
- Snowboard Kids[565]
- SOCOM[566]
- Soldier[567]
- Sonic Blast Man[568]
- Sonic the Hedgehog[569][129]
- Soulcalibur[570]
- Souls[193]
- Space Harrier[13]
- Space Invaders[571]
- Space Quest[572]
- Speedball[573]
- Spider-Man (Homem-Aranha)[574]
- Splatoon[575]
- Splatterhouse[576]
- 'Splosion Man[577]
- SpongeBob SquarePants[578]
- Spy Hunter[579]
- Spyro[580]
- SSX[581]
- S.T.A.L.K.E.R.[582]
- Star Force[583]
- Star Fox[584]
- Star Luster[585]
- Star Ocean[586]
- Star Wars[587]
- StarCraft[588]
- StarTropics[589]
- State of Decay[590]
- SteamWorld[591]
- Steel Battalion[592]
- Steel Gunner[593]
- Story of Seasons[594]
- Street Fighter[274]
- Streets of Rage[595]
- Strider[596]
- Strikers 1945[597]
- Stronghold[598]
- Suikoden[203]
- Summon Night[599]
- Super Monkey Ball[600]
- Super Robot Wars[601]
- Super Smash Bros.[602]
- Sutte Hakkun[603]
- Swordquest[604]
- Syberia[605]
- Syphon Filter[137]
- System Shock[74]

## T
- Taiko no Tatsujin[606]
- Taito Memories[607]
- Tales[193]
- Tank Battalion[608]
- Tartarugas Ninja[609]
- Team Fortress[610]
- Tecmo Bowl[611]
- Tekken[612]
- Tempest[613]
- Tenchu[614]
- Terra Cresta[615]
- Test Drive[616]
- Tetris[140]
- Thief[28]
- Thunder Ceptor[617]
- Thunder Cross[618]
- Thunder Force[619]
- Tiger Heli[620]
- Time Crisis[621]
- Time Pilot[622]
- TimeSplitters[623]
- Titanfall[624]
- Tobal[625]
- TOCA[626]
- ToeJam & Earl[627]
- Tokimeki Memorial[628]
- Tom Clancy's[129][100]
  - Tom Clancy's The Division[629]
  - Tom Clancy's Ghost Recon[100]
  - Tom Clancy's H.A.W.X[630]
  - Tom Clancy's Rainbow Six[100]
  - Tom Clancy's Splinter Cell[100]
- Tomb Raider[150]
- Tomodachi Collection[631]
- Tony Hawk's[7]
- Torchlight[632]
- Total War[633][634]
- Touch! Generations[635]
- Touhou Project[636]
- Toukiden[637]
- Track & Field[638]
- Train Simulator[639]
- Trauma Center[640]
- Trials[641]
- Tribes[642]
- Trine[643]
- Tropico[644]
- True Crime[645]
- Truxton[646]
- Turok[647]
- Turrican[648]
- TwinBee[649]
- Twisted Metal[650]
- Two Worlds[651]

## U
- Ultima[7]
- Uncharted[652][653]
- Unravel[654]
- Unreal[655]
- Uridium[656]

## V
- Valis[657]
- Valkyria Chronicles[145]
- Valkyrie[658]
- Valkyrie Profile[659]
- Vampire: The Masquerade[660]
- Vandal Hearts[661]
- Vanguard[662]
- Vectorman[663]
- Vib-Ribbon[664]
- Viewtiful Joe[665]
- Violence Fight[666]
- Virtua Cop[667]
- Virtua Fighter[140]
- Virtua Striker[668]
- Virtua Tennis[669]
- Virtual On[670]
- Viva Piñata[671]
- V-Rally[672]

## W
- Wagan Land[673]
- The Walking Dead
- Wangan Midnight[674]
- Warcraft[131]
- Warhammer 40,000[675]
- Warhammer Fantasy[675]
- Wario[676][677]
- Warlords[678]
- Wars[455]
- Wasteland[679]
- Watch Dogs[680]
- Wave Race[681]
- White Knight Chronicles[682]
- Wii[683]
- Wild Arms[35]
- Wing Commander[carece de fontes?]
- Winning Run[684]
- Wipeout[685]
- The Witcher[686]
- Wizardry[687]
- Wizards & Warriors[688]
- Wolf Fang[689]
- Wolfenstein[145]
- Wonder Boy[690]
- Wonder Momo[691]
- Wonder Project[692]
- World Heroes[693]
- World Stadium[694]
- Worms[carece de fontes?]
- Wrecking Crew[695]
- WWE 2K[696]

## X
- X (Egosoft)[697]
- X (Nintendo)[698]
- Xanadu[699]
- X-COM[700]
- Xeno[193]
- Xevious[701]

## Y
- Yakuza[145]
- Yie Ar Kung-Fu[702]
- Yo-kai Watch[703]
- Yooka-Laylee[704]
- Yoshi[705]
- You Don't Know Jack[706]
- Ys[203]
- Yu-Gi-Oh![707]

## Z
- Zanac[708]
- Zaxxon[709]
- Zero Escape[710]
- Zill O'll[711]
- Zone of the Enders[712]
- Zool[713]
- Zoombinis[714]
- Zoo Tycoon[715]
- Zork[carece de fontes?]
- Zuma[716]